# ماثيو وليامز (لاعب كرة قاعدة)
ماثيو وليامز (بالإنجليزية: Matt Williams)‏ (و. 1965  م) هو لاعب كرة قاعدة، من الولايات المتحدة، ولد في بيشوب، إنيو، كاليفورنيا، يلعب كقاعدي ثالث ‏.

## جوائز
حصل على جوائز منها:
- جائزة القفاز الذهبي لرولينغز [الإنجليزية]‏.

## وصلات خارجية
- ماثيو وليامز على موقع دوري كرة القاعدة الرئيسي (الإنجليزية)
- ماثيو وليامز على موقعبيزبول رفرنس.كوم (الدوري الرئيسي) (الإنجليزية)
- ماثيو وليامز على موقعبيزبول رفرنس.كوم (الدوري الثانوي) (الإنجليزية)
- ماثيو وليامز على موقع إي إس بي إن.كوم (أم.أل.بي) (الإنجليزية)
- ماثيو وليامز على موقع مشجعي الرسوم البيانية (الإنجليزية)

- ماثيو وليامز على موقع IMDb (الإنجليزية)
- ماثيو وليامز على موقع قاعدة بيانات الفيلم (الإنجليزية)
- ماثيو وليامز على موقع كينوبويسك (الروسية)